# Saint David (Bermuda)
Saint David (St. David's Island) is een van de belangrijkste eilanden van Bermuda. Het eiland grenst aan de eilanden Saint George en Bermuda.

## Oppervlakte
Het eiland was oorspronkelijk 2,0 vierkante kilometer groot, maar heeft sinds 1942 een oppervlakte van 2,6 vierkante kilometer. De extra ruimte werd gebruikt voor een Amerikaanse legerbasis (Kindley Airforce Base, later USNAN Bermuda), die inmiddels gesloten is. De meeste faciliteiten ervan zijn heden in gebruik door Bermuda International Airport. Cooper's Island is inmiddels verbonden met St. Davis's door de bouw van de luchthaven.

## Transport
De enige luchthaven van Bermuda, Bermuda International Airport, is gelegen op dit eiland. Hier beginnen de meeste toeristen hun vakantie. De grootste weg over het eiland begint hier en maakt via The Causeway de verbinding met het eiland Bermuda. Deze oversteek bestaat uit enerzijds landaanwinning en anderzijds een bruggedeelte, waardoor het deels effectief een causeway is.
Het eiland heeft een kleine haven die passagiers vervoert naar Hamilton, de hoofdstad van Bermuda.

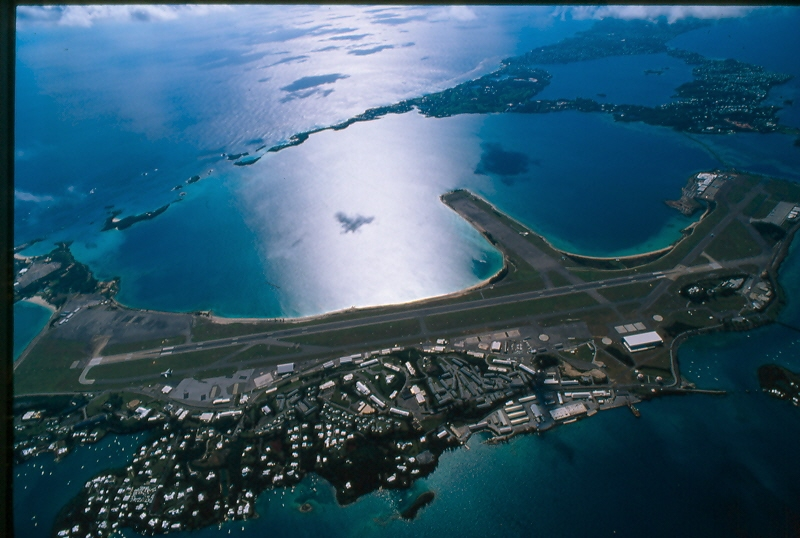
Foto van de luchthaven van Bermuda, Bermuda Internation Airport, rechtsboven in ligt de Causeway Bridge en Bermuda Eiland de foto is vanaf het noorden genomen

## Naam
Het eiland is vernoemd naar patroonheilige van Wales, Saint David, vergelijkbaar met het eiland Saint George dat vernoemd is naar de patroonheilige van Engeland.

## Andere bijzonderheden
Het oostelijkste punt van Bermuda ligt op het eiland. Op dat punt staat de St. David's-vuurtoren.